# ウィズ・ユー (映画)
『ウィズ・ユー』（原題: Digging to China）は、1998年のアメリカ映画。

## ストーリー
1960年代が舞台。

## キャスト
※括弧内は日本語吹替
- ハリエット・フランコヴィッツ - エヴァン・レイチェル・ウッド（白鳥由里）
- リッキー・シュロス - ケヴィン・ベーコン（岩崎ひろし）
- グウェン・フランコヴィッツ - メアリー・スチュアート・マスターソン（山像かおり）
- リア・シュロス - マリアン・セルデス（宮寺智子）
- フランコヴィッツ夫人 - キャシー・モリアーティ（一城みゆ希）